# A Lángoló vidék epizódjainak listája
Ez a cikk a Lángoló vidék című sorozat epizódjait listázza.

## Évados áttekintés
| Évad | Évad | Epizódok | Eredeti sugárzás  | Eredeti sugárzás  | Eredeti adó       | Magyar sugárzás      | Magyar sugárzás   | Magyar adó |
| Évad | Évad | Epizódok | Évadpremier       | Évadfinálé        | Eredeti adó       | Évadpremier          | Évadfinálé        | Magyar adó |
| ---- | ---- | -------- | ----------------- | ----------------- | ----------------- | -------------------- | ----------------- | ---------- |
|      | 1    | 22       | 2022. október 7.  | 2023. május 19.   |                   | 2024. szeptember 23. | 2024. október 22. |            |
|      | 2    | 10       | 2024. február 16. | 2024. május 17.   | 2024. október 24. | 2024. november 7.    |                   |            |
|      | 3    | 20       | 2024. október 18. | 2025. április 25. |                   |                      |                   |            |
|      | 4    |          | 2025. október 17. | 2026.             |                   |                      |                   |            |

## 1. évad (2022-2023)
| Sor. | Év. | Cím                                                     | Rendező             | Író                                                                                    | Premier                                 | Nézettség    |
| ---- | --- | ------------------------------------------------------- | ------------------- | -------------------------------------------------------------------------------------- | --------------------------------------- | ------------ |
| 1.   | 1.  | A kezdet (Pilot)                                        | James Strong        | Történet: Joan Rater, Tony Phelan és Max Thieriot Tévéjáték: Joan Rater és Tony Phelan | 2022. október 7. 2024. szeptember 23.   | 5,91 millió  |
| 2.   | 2.  | Edgewater friss hercege (The Fresh Prince of Edgewater) | Dermott Downs       | Natalia Fernàndez                                                                      | 2022. október 14. 2024. szeptember 24.  | 5,80 millió  |
| 3.   | 3.  | Ahol füst van... (Where There's Smoke...)               | Eagle Egilsson      | David Gould                                                                            | 2022. október 21. 2024. szeptember 25.  | 5,26 millió  |
| 4.   | 4.  | Dolgozz, ne aggódj! (Work, Don't Worry)                 | Jacquie Gould       | Tonya Kong                                                                             | 2022. október 28. 2024. szeptember 26.  | 5,30 millió  |
| 5.   | 5.  | Légy biztonságban! (Get Some, Be Safe)                  | Gonzalo Amat        | Barbara Kaye Friend                                                                    | 2022. november 4. 2024. szeptember 27.  | 5,53 millió  |
| 6.   | 6.  | Mint a régi szép időkben (Like Old Times)               | Erica Watson        | Sara Casey és Manuel Herrera                                                           | 2022. november 18. 2024. szeptember 30. | 5,47 millió  |
| 7.   | 7.  | Szívesen segítek (Happy to Help)                        | Antonio Negret      | Dwain Worrell                                                                          | 2022. december 2. 2024. október 1.      | 5,46 millió  |
| 8.   | 8.  | A rossz fiú (Bad Guy)                                   | Kevin Alejandro     | Tia Napolitano                                                                         | 2022. december 9. 2024. október 2.      | 5,59 millió  |
| 9.   | 9.  | Jótett helyébe jót várj! (No Good Deed)                 | Sarah Wayne Callies | Tia Napolitano és Julia Fontana                                                        | 2023. január 6. 2024. október 3.        | 6,57 millió  |
| 10.  | 10. | Bizakodj! (Get Your Hopes Up)                           | Laura Nisbet Peters | Natalia Fernàndez                                                                      | 2023. január 13. 2024. október 4.       | 5,95 millió  |
| 11.  | 11. | Anyamackó (Mama Bear)                                   | Anton L. Cropper    | David Gould                                                                            | 2023. január 20. 2024. október 7.       | 6,10 millió  |
| 12.  | 12. | Rózsaszín eső (Two Pink Lines)                          | Dermott Downs       | Joan Rater és Tony Phelan                                                              | 2023. január 29. 2024. október 8.       | 10,08 millió |
| 13.  | 13. | Ismerős sárkány (You Know Your Dragon Best)             | Marie Jamora        | Tia Napolitano és Barbara Kaye Friend                                                  | 2023. február 3. 2024. október 9.       | 6,37 millió  |
| 14.  | 14. | Egy emlékezetes vásár (A Fair to Remember)              | Kantú Lentz         | Sara Casey és Manuel Herrera                                                           | 2023. február 10. 2024. október 10.     | 6,49 millió  |
| 15.  | 15. | Hamis ígéretek (False Promises)                         | C. Chi-Yoon Chung   | Natalia Fernàndez                                                                      | 2023. március 3. 2024. október 11.      | 6,00 millió  |
| 16.  | 16. | A jó vezető (My Kinda Leader)                           | Eagle Egilsson      | Dwain Worrell                                                                          | 2023. március 10. 2024. október 14.     | 5,59 millió  |
| 17.  | 17. | Segélykiáltás (A Cry for Help)                          | Gonzalo Amat        | Julia Fontana                                                                          | 2023. március 31. 2024. október 15.     | 5,27 millió  |
| 18.  | 18. | Kisiklás (Off the Rails)                                | Bill Purple         | Tia Napolitano és David Gould                                                          | 2023. április 7. 2024. október 16.      | 6,09 millió  |
| 19.  | 19. | Nézz a lábad elé! (Watch Your Step)                     | Lisa Demaine        | Joelle Garfinkel                                                                       | 2023. április 21. 2024. október 17.     | 5,82 millió  |
| 20.  | 20. | Véges a türelmem (At the End of My Rope)                | Joy Lane            | Julia Fontana és Barbara Kaye Friend                                                   | 2023. május 5. 2024. október 18.        | 5,32 millió  |
| 21.  | 21. | Belső láng (Backfire)                                   | Max Thieriot        | David Gould                                                                            | 2023. május 12. 2024. október 21.       | 5,06 millió  |
| 22.  | 22. | Tudom, lehetetlennek tűnik (I Know It Feels Impossible) | Dermott Downs       | Tia Napolitano                                                                         | 2023. május 19. 2024. október 22.       | 5,32 millió  |

## 2. évad (2024)
| Sor. | Év. | Cím                                                               | Rendező             | Író                                                                                    | Premier                             | Nézettség   |
| ---- | --- | ----------------------------------------------------------------- | ------------------- | -------------------------------------------------------------------------------------- | ----------------------------------- | ----------- |
| 23.  | 1.  | Valami közeleg (Something's Coming)                               | Bill Purple         | Tia Napolitano                                                                         | 2024. február 16. 2024. október 24. | 5,71 millió |
| 24.  | 2.  | Egy új lélegzetvétel (Like Breathing Again)                       | Kevin Alejandro     | Natalia Fernàndez                                                                      | 2024. február 23. 2024. október 25. | 5,23 millió |
| 25.  | 3.  | A következő világvégén (See You Next Apocalypse)                  | Kantú Lentz         | Dwain Worrell                                                                          | 2024. március 1. 2024. október 28.  | 5,25 millió |
| 26.  | 4.  | Túl sok az ismeretlen (Too Many Unknowns)                         | Nicole Rubio        | Barbara Kaye Friend                                                                    | 2024. március 15. 2024. október 29. | 5,06 millió |
| 27.  | 5.  | Minden vihar elmúlik (This Storm Will Pass)                       | Eagle Egilsson      | David Gould                                                                            | 2024. április 5. 2024. október 30.  | 4,95 millió |
| 28.  | 6.  | Sheriff! Nagy a baj (Alert the Sheriff)                           | Max Thieriot        | Történet: Joan Rater, Tony Phelan és Max Thieriot Tévéjáték: Joan Rater és Tony Phelan | 2024. április 12. 2024. október 31. | 5,05 millió |
| 29.  | 7.  | Utolsó nagy ima (A Hail Mary)                                     | Marie Jamora        | Sara Casey és Manuel Herrera                                                           | 2024. április 26. 2024. november 4. | 5,06 millió |
| 30.  | 8.  | Nincs vége (It's Not Over)                                        | Gonzalo Amat        | India Gurley                                                                           | 2024. május 3. 2024. november 5.    | 5,00 millió |
| 31.  | 9.  | Nincs jövő, nincsenek következmények (No Future, No Consequences) | Sarah Wayne Callies | Anupam Nigam                                                                           | 2024. május 10. 2024. november 6.   | 4,67 millió |
| 32.  | 10. | Igen (I Do)                                                       | Bill Purple         | Tia Napolitano és William Harper                                                       | 2024. május 17. 2024. november 7.   | 5,22 millió |

## 3. évad (2024-2025)
| Sor. | Év. | Cím                                | Rendező             | Író                                                 | Premier            | Nézettség   |
| ---- | --- | ---------------------------------- | ------------------- | --------------------------------------------------- | ------------------ | ----------- |
| 33.  | 1.  | What the Bride Said                | Bill Purple         | Tia Napolitano                                      | 2024. október 18.  | 4,55 millió |
| 34.  | 2.  | Firing Squad                       | Gonzalo Amat        | Anupam Nigam                                        | 2024. október 25.  | 4,33 millió |
| 35.  | 3.  | Welcome to the Cult                | Diane Farr          | Tia Napolitano és Barbara Kaye Friend               | 2024. november 1.  | 4,60 millió |
| 36.  | 4.  | Keep Your Cool                     | Nicole Rubio        | India Gurley                                        | 2024. november 8.  | 4,46 millió |
| 37.  | 5.  | Edgewater's About to Get Real Cozy | Mark Tonderai       | Jen Klein                                           | 2024. november 15. | 4,26 millió |
| 38.  | 6.  | Not Without My Birds               | Alexis Ostrander    | Történet: Joe Hortua Tévéjáték: Barbara Kaye Friend | 2024. november 22. | 4,74 millió |
| 39.  | 7.  | False Alarm                        | Sarah Wayne Callies | Jacqueline Furnare Donabedian                       | 2024. december 6.  | 4,51 millió |
| 40.  | 8.  | Promise Me                         | Eagle Egilsson      | Joe Hortua                                          | 2024. december 13. | 4,54 millió |
| 41.  | 9.  | Coming in Hot                      | Kevin Alejandro     | Tia Napolitano                                      | 2025. január 31.   | 3,80 millió |
| 42.  | 10. | The Leone Way                      | Rubin Garcia        | Sara Casey és Manuel Herrera                        | 2025. február 7.   | 4,34 millió |
| 43.  | 11. | Fare Thee Well                     | Desdemona Chiang    | Anupam Nigam                                        | 2025. február 14.  | 4,10 millió |
| 44.  | 12. | I'm The One Who Just Goes Away     | Bill Purple         | Jen Klein                                           | 2025. február 21.  | 4,47 millió |
| 45.  | 13. | My Team                            | Kate Phelan         | Barbara Kaye Friend                                 | 2025. február 28.  | 4,29 millió |
| 46.  | 14. | Death Trap                         | Leslie Alejandro    | Carrie Williams                                     | 2025. március 7.   | 4,12 millió |
| 47.  | 15. | One Last Time                      | Jason Hellmann      | Joe Hortua                                          | 2025. március 14.  | 4,24 millió |
| 48.  | 16. | Dirty Money                        | James Strong        | Joan Rater és Tony Phelan                           | 2025. április 4.   | 4,00 millió |
| 49.  | 17. | Fire and Ice                       | Gabriel Correa      | Sara Casey és Manuel Herrera                        | 2025. április 11.  | 4,21 millió |
| 50.  | 18. | Eyes and Ears Everywhere           | Freddie Highmore    | Nick Spates                                         | 2025. április 18.  | 4,30 millió |
| 51.  | 19. | A Change in the Wind               | Max Thieriot        | Jen Klein                                           | 2025. április 25.  | 3,97 millió |
| 52.  | 20. | I'd Do It Again                    | Bill Purple         | Tia Napolitano                                      | 2025. április 25.  | 3,97 millió |

## 4. évad (2025-2026)
| Sor. | Év. | Cím | Rendező | Író | Premier           | Nézettség |
| ---- | --- | --- | ------- | --- | ----------------- | --------- |
| 53.  | 1.  | ?   |         |     | 2025. október 17. |           |